# 過激派
過激派（かげきは、英語: extremist）とは、武装闘争など過激な方法で、政治的目的を実現しようとする党派・グループ。急進派。日本においては新左翼系運動組織の総称。対比語は穏健派など。

## 概要
「過激主義」（英語: extremism）とは「極端な手段または見解の提唱」を意味する。この用語は主に政治的または宗教的な意味で、その社会の主流の意見からかけ離れていると認識される政治思想を指すために使用される。
過去の反グローバル化運動から着想を得て、混乱を引き起こすような抗議活動を計画する環境保護団体は「環境過激派」とも呼ばれる。
アメリカでは、2020年頃には、国内の暴力的過激派(英: domestic violent extremism,DVE)が、国家・市民生活の脅威として認識されるようになっている。

## 日本の新左翼
日本において、過激派とは主に日本共産党が1951年に「日本の解放と民主的変革を、平和の手段によって達成しうると考えるのはまちがいである」とした51年綱領で掲げた暴力革命や武装闘争路線を支持する新左翼系党派を意味する。
彼らは1955年に暴力革命や武装闘争をめぐる党内の路線対立などで日本共産党を除名や離党した者が中心となって誕生した。日本共産党の代わりに日本国内で暴力による共産主義革命を起こすことを目的とする彼らは1960年代以降、マスメディアや警察等から「過激派」と呼ばれた。主に暴力で理想を実現しようとすることから、警察用語で極左暴力集団とされる。1955年の共産党の方針転換で党の影響下から離れた以降は、新左翼と日本共産党の間で強い対立が起きた。

## 冷戦後
冷戦後に起きたアメリカ同時多発テロ後のイスラム原理主義によるジハード主義（イスラーム過激派）の台頭は、アメリカを極右の過激主義思想の温床を肥沃にした。
2019年にヴァイス・メディアは、2014年に始まったウクライナ紛争に対して、ヨーロッパ中の白人至上主義やネオナチが同地に集まり、戦闘訓練を受けていると報じた。こうした過激派たちは訓練を終えて自国に帰り、訓練で得た経験を過激行為に活かしているという。